# Лыченица
Лыченица — деревня в Кичменгско-Городецком районе Вологодской области.
Входит в состав Кичменгского сельского поселения (с 1 января 2006 года по 1 апреля 2013 года входила в Погосское сельское поселение), с точки зрения административно-территориального деления — в Погосский сельсовет.
Расстояние до районного центра Кичменгского Городка по автодороге составляет 16 км. Ближайшие населённые пункты — Вымол, Погудино, Красное Село.
Население по данным переписи 2002 года — 89 человек (49 мужчин, 40 женщин). Всё население — русские.

## История
Ранее деревня Лыченица входила в состав Кобыльской волости Никольского уезда Вологодской губернии